# Chris Waddle
Chris Waddle, właśc. Christopher Roland Waddle (ur. 14 grudnia 1960 w Felling) – angielski piłkarz grający na pozycji pomocnika (skrzydłowego), reprezentant kraju, trener, ekspert piłkarski, komentator i dziennikarz sportowy.

## Kariera

### Wczesna kariera
Chris Waddle karierę piłkarską rozpoczął w juniorach Pelaw Juniors, następnie reprezentował barwy juniorów: Whitehouse SC, Mount Pleasant SC, HMH Printing Pelaw SC, Leam Lane SC i Clarke Chapman, a w 1978 roku rozpoczął profesjonalną karierę w Tow Law Town, w którym grał do 1980 roku.

### Newcastle United
Waddle łączył karierę piłkarską z pracą w fabryce przypraw. Po nieudanych testach w Sunderlandzie i Coventry City, w lipcu 1980 roku za 1 000 funtów brytyjskich trafił do klubu Second Division – Newcastle United, w barwach którego zadebiutował 22 października 1980 roku w wygranym 1:0 meczu u siebie ze Shrewsbury Town. Szybko został podstawowym zawodnikiem drużyny Srok, grając u boku Petera Beardsleya i Kevina Keegana i miał spory udział w jej awansie do First Division w sezonie 1983/1984. 22 października 1984 roku w zremisowanym 5:5 meczu wyjazdowym z Queens Park Rangers, Waddle zdobył hat tricka. Po sezonie 1984/1985 odszedł z klubu. Łącznie w klubie rozegrał 170 meczów ligowych, w których zdobył 46 goli.

### Tottenham Hotspur
1 lipca 1985 roku Waddle za 590 000 funtów brytyjskich (kwota ustalona przez trybunał transferowy) trafił do Tottenhamu Hotspur. W debiucie w drużynie Kogutów, 17 sierpnia 1985 roku w wygranym 4:0 meczu u siebie Watford zdobył dwa gole, jednak sezon 1985/1986 Koguty zakończyły na 10. miejscu, w wyniku czego został zwolniony ich trener – Peter Shreeves, a jego następcą został dotychczasowy trener Luton Town – David Pleat. W 1985 roku został wybrany do Drużyny Roku First Division według PFA. W sezonie 1986/1987 zajął 3. miejsce w First Division, dotarł do finału Pucharu Anglii, w którym 16 maja 1987 roku na Stadionie Wembley Koguty przegrały po dogrywce z Coventry City oraz do półfinału Pucharu Ligi Angielskiej, w którym przegrał rywalizację z późniejszym triumfatorem rozgrywek – Arsenalem (1:0, 1:2 p.d.). W 1988 roku został Piłkarzem Roku w klubie. Po sezonie 1988/1989 odszedł z Tottenhamu. Łącznie w klubie rozegrał 138 meczów ligowych, w których zdobył 38 goli.

### Olympique Marsylia
1 lipca 1989 roku za 4 500 000 funtów brytyjskich (trzeci najdroższy transfer na świecie w tamtych czasach). W 1989 roku został wybrany do Drużyny Roku First Division według PFA. Podczas pobytu w klubie w latach 1989–1992 stanowił o sile klubu (obwieszczony jako wielki następca Rogera Magnussona), trzykrotnie z rzędu zdobył mistrzostwo Francji (1990–1992) oraz dotarł do finału Pucharu Europy 1990/1991, w którym 29 maja 1991 roku na Stadio San Nicola w Bari przegrał po serii rzutów karnych 3:5 z jugosłowiańskim Red Star Belgrad. Za swoje fantastyczne występy w sezonie 1990/1991 (najlepszy sezon zawodnika z Wysp Brytyjskich poza jego terenem od czasów Johna Charlesa i Kevina Keegana) otrzymał nagrodę Onze d’Or oraz został wybrany do Drużyny Roku FIFA, a także był jednym z faworytów do Złotej Piłki dla najlepszego piłkarza w Europie według tygodnika France Football, której laureatem został jego klubowy kolega – Jean-Pierre Papin.
W sezonie 1991/1992 klubowym partnerem w pomocy był Trevor Steven, który przybył ze szkockiego Glasgow Rangers, a po zakończeniu sezonu wrócił do klubu.
W czasie pobytu w klubie zyskał pseudonim Magic Chris (Magiczny Chris). Według dziennikarza sportowego – Luke’a Ginnella, jest uznawany za jednego z najlepszych ofensywnych pomocników w Europie ze względu na wysokie umiejętności techniczne, świetne wykonywanie rzutów wolnych. Zostanie zapamiętany jako wielki showman. W 1998 roku zajął 2. miejsce w plebiscycie na Piłkarza 100-lecia klubu (za Jean-Pierrem Papinem), natomiast w 2010 roku został wybrany do Drużyny 110-lecia klubu.

### Sheffield Wednesday
Waddle w lipcu 1992 roku wrócił do Anglii, gdzie za 1 250 000 funtów brytyjskich trafił do Sheffield Wednesday, gdzie grającym trenerem był Trevor Francis. W sezonie 1992/1993 dotarł do finału Pucharu Anglii i Pucharu Ligi Angielskiej, w których przegrali z Arsenalem kolejno (w dwóch meczach po dogrywkach 1:1, 1:2 – Waddle w 88. minucie zdobył gola na 1:1 oraz 2:1). W 1993 roku został wybrany Piłkarzem Roku w Anglii według FWA, jednak to nie przekonało selekcjonera reprezentacji Anglii – Grahama Taylora, który od 1991 roku przestał powoływać Waddle’a do drużyny Synów Albionu.
W sezonie 1993/1994 dotarł z klubem do półfinału Pucharu Ligi Angielskiej, w którym przegrał rywalizację z Manchesterem United (0:1, 1:4). W następnych sezonach: 1994/1995 i 1995/1996 klub kończył rozgrywki ligowe w dolnej części tabeli ligowej: odpowiednio 13. i 15. miejsce. W styczniu 1995 roku został wybrany Piłkarzem Miesiąca w Premier League, a po sezonie 1994/1995 Trevor Francis został zastąpiony przez byłego trenera Tottenhamu Hotspur – Davida Pleata.
W styczniu 1996 roku trener Newcastle United – Kevin Keegan próbował ściągnąć swojego byłego kolegę z klubu do drużyny Srok jako zastępcę Davida Ginoli, który był wówczas zawieszony, jednak cena wywoławcza transferu zaproponowana przez Davida Pleata (1 000 000 funtów brytyjskich) nie zadowalała trenera Srok. W tym samym czasie kupnem Waddle’a zainteresowane były kluby: Sunderland, szkocki Celtic, Leeds United.
Później Waddle był trapiony licznymi kontuzjami, w związku z czym oraz świetną formą młodego wówczas Ritchiego Humphreysa (4 gole w 5 meczach) opuścił klub, w którym rozegrał 109 meczów ligowych, zdobywając 10 goli oraz zanotował większą liczbę asyst. Waddle potrafił grać świetnie lewą nogą, a do jego najsłynniejszych trików należy „step over”.

### Dalsza kariera
We wrześniu 1996 roku został zawodnikiem szkockiego Falkirk, gdzie miał być grającym trenerem. Jednak po kilku miesiącach wrócił do Anglii grać w Bradford City, gdzie w krótkim czasie stał się ulubieńcem kibiców klubu. 8 listopada 1996 roku w zremisowanym 3:3 meczu wyjazdowym z Huddersfield Town (mecz był transmitowany w telewizji), zdobył gola z rzutu roźnego. 25 stycznia 1997 roku w czwartej rundzie Pucharu Anglii, zdobył gola w wygranym 3:2 meczu z Evertonem, który później został uznany Golem Miesiąca w Anglii.
Jednak nie dokończył sezonu 1996/1997, gdyż w marcu 1997 roku za 75 000 funtów brytyjskich przeniósł się do Sunderlandu, w którym rozegrał 7 meczów ligowych, zdobywając 1 gola, jednak nie zdążył uratować klubu przed spadkiem z Premier League (18. miejsce).
W maju 1997 roku został grającym trenerem Burnley (klub już wcześniej chciał zatrudnić Waddle’a w tej roli), jednak po rozczarowującym sezonie 1997/1998 (20. miejsce), mimo uniknięcia przez klub spadku z Second Division, Waddle odszedł z klubu po rozegraniu 32 meczów oraz zdobyciu 1 gola (25 października 1997 roku w zremisowanym 2:2 meczu u siebie z AFC Bournemouth – gol w 25. minucie na 1:0).
We wrześniu 1998 roku został zawodnikiem Torquay United, jednak po rozegraniu 7 meczów ligowych wrócił do Sheffield Wednesday w roli trenera drużyny rezerw, którym był w okresie lipiec 1999 – czerwiec 2000 oraz grał jednocześnie w lokalnej drużynie amatorskiej. Klub opuścił po tym, jak w czerwcu 2000 jego menadżerem został Paul Jewell.
Następnymi klubami w karierze Waddle’a były: Worksop Town (2000–2002 – 60 meczów, 3 gole w tym 12:0 z Frickley Athletic w ramach Northern Premier League), Glapwell (2002 – 2 mecze) oraz Stocksbridge Park Steels (2002 – 1 mecz), w którym po raz pierwszym zakończył piłkarską karierę.
Potem grał w amatorskiej lidze Sheffield Wragg Over-40s w sezonie 2012/2013, wkrótce po 11 latach wznowił karierę, podpisując nieligowy kontrakt z występującym w rozgrywkach Northern Counties East League Hallam, w którym zadebiutował 22 lipca 2013 roku w przegranym 2:6 przedsezonowym wyjazdowym meczu towarzyskim z Chesterfield. 1 sierpnia 2013 roku podpisał profesjonalny kontrakt do końca sezonu 2013/2014, równocześnie pozostając członkiem zespołu komentatorskiego stacji ESPN. Po sezonie definitywnie zakończył piłkarską karierę.

## Kariera reprezentacyjna
Chris Waddle 16 października 1984 roku na The Dell w Southampton w wygranym 2:0 meczu eliminacyjnym mistrzostw Europy U-21 1986 z reprezentacją Finlandii U-21, rozegrał swój jedyny mecz w reprezentacji Anglii U-21 (zdobył gola w 2. minucie, strzelając pierwszą bramkę meczu).
W latach 1985–1991 w seniorskiej reprezentacji Anglii rozegrał 62 mecze, w których zdobył 6 goli. Debiut zaliczył 26 marca 1985 roku na Stadionie Wembley w wygranym 2:1 meczu towarzyskim z reprezentacją Irlandii. Natomiast swojego pierwszego gola w reprezentacji Anglii zdobył 16 października 1985 roku na Stadionie Wembley w wygranym 5:0 meczu eliminacyjnym mistrzostw świata 1986 z reprezentacją Turcji (zdobył gola w 15. minucie, strzelając pierwszą bramkę meczu).
Waddle był w składzie reprezentacji Anglii na mistrzostwach świata 1986 w Meksyku (ćwierćfinał) i mistrzostwach świata 1990 we Włoszech (4. miejsce po przegranej 2:1 w meczu o 3. miejsce z reprezentacją Włoch 7 lipca 1990 roku na Stadio San Nicola w Bari), Waddle 4 lipca 1990 roku na Delle Alpi w Turynie w półfinale z późniejszym mistrzem świata – reprezentacją RFN (1:1 p.d. 3:4 po serii rzutów karnych, nie wykorzystał decydującego rzutu karnego), a także na mistrzostwach Europy 1988 w RFN, na których Waddle rozegrał wszystkie 3 mecze, a Synowie Albionu przegrali wszystkie mecze Grupy 2 (z reprezentacją Irlandii (0:1), z reprezentacją Holandii (1:3), z reprezentacją ZSRR (1:3)), w związku z czym zakończyli udział w fazie grupowej.
Po niewykorzystanym rzucie karnym w półfinale mistrzostw świata 1990 we Włoszech z reprezentacją RFN, tłumaczył, iż podszedł do próby za Paula Gascoigne’a, gdyż ten był zdenerwowany zawieszeniem z gry w następnym meczu. Swoje niepowodzenie tłumaczył wcześniejszym spotkaniem z izraelskim iluzjonistą – Uri Gellerem oraz amerykańskim piosenkarzem tzw. królem popu – Michaelem Jacksonem. Mimo niepowodzenia dziennikarz The Guardian – Rob Bagchi w 2010 roku ocenił występ Waddle’a na tym turnieju jako wspaniały.
Ostatni mecz w reprezentacji Anglii rozegrał 16 października 1991 roku na Stadionie Wembley w wygranym 1:0 meczu eliminacyjnym mistrzostw Europy 1992 z reprezentacją Turcji, natomiast swojego ostatniego gola w reprezentacji Anglii zdobył 27 maja 1989 roku w wygranym 2:0 meczu z reprezentacją Szkocji w ramach Rous Cup 1989 (zdobył gola w 15. minucie, strzelając pierwszą bramkę meczu).
Na początku 1994 roku ówczesny selekcjoner reprezentacji Anglii – Terry Venables chciał go powołać na mecz towarzyski z reprezentacją Danii, który został rozegrany 9 marca 1994 roku na Stadionie Wembley (1:0), jednak Waddle był wówczas kontuzjowany, w związku z czym nie mógł wystąpić w tym meczu.

## Statystyki

### Klubowe
| Klub                | Sezon              | Liga                    | Liga  | Liga | Puchar krajowy | Puchar krajowy | Puchar Ligi | Puchar Ligi | UEFA  | UEFA | Łącznie | Łącznie |
| Klub                | Sezon              | Liga                    | Mecze | Gole | Mecze          | Gole           | Mecze       | Gole        | Mecze | Gole | Mecze   | Gole    |
| ------------------- | ------------------ | ----------------------- | ----- | ---- | -------------- | -------------- | ----------- | ----------- | ----- | ---- | ------- | ------- |
| Newcastle United    | 1980/1981          | Second Division         | 13    | 1    | 4              | 2              | 0           | 0           | —     | —    | 17      | 3       |
| Newcastle United    | 1981/1982          | Second Division         | 42    | 7    | 3              | 1              | 2           | 0           | —     | —    | 47      | 8       |
| Newcastle United    | 1982/1983          | Second Division         | 37    | 7    | 2              | 0              | 1           | 0           | —     | —    | 40      | 7       |
| Newcastle United    | 1983/1984          | Second Division         | 42    | 18   | 1              | 0              | 2           | 0           | —     | —    | 45      | 18      |
| Newcastle United    | 1984/1985          | First Division          | 36    | 13   | 2              | 1              | 4           | 2           | —     | —    | 42      | 16      |
| Łącznie             | Łącznie            | Łącznie                 | 170   | 46   | 12             | 4              | 9           | 2           | —     | —    | 191     | 52      |
| Tottenham Hotspur   | 1985/1986          | First Division          | 39    | 11   | 5              | 2              | 6           | 1           | —     | —    | 50      | 14      |
| Tottenham Hotspur   | 1986/1987          | First Division          | 39    | 6    | 6              | 2              | 9           | 3           | —     | —    | 54      | 11      |
| Tottenham Hotspur   | 1987/1988          | First Division          | 22    | 2    | 2              | 1              | 1           | 0           | —     | —    | 25      | 3       |
| Tottenham Hotspur   | 1988/1989          | First Division          | 38    | 14   | 1              | 0              | 5           | 0           | —     | —    | 44      | 14      |
| Łącznie             | Łącznie            | Łącznie                 | 138   | 33   | 14             | 5              | 21          | 4           | –     | –    | 173     | 42      |
| Olympique Marsylia  | 1989/1990          | Première Division       | 37    | 9    | 5              | 3              | —           | —           | 8     | 1    | 50      | 12      |
| Olympique Marsylia  | 1990/1991          | Première Division       | 35    | 6    | 5              | 0              | —           | —           | 9     | 2    | 49      | 8       |
| Olympique Marsylia  | 1991/1992          | Première Division       | 35    | 7    | 3              | 0              | —           | —           | 3     | 1    | 41      | 8       |
| Łącznie             | Łącznie            | Łącznie                 | 107   | 22   | 13             | 3              | —           | —           | 20    | 4    | 149     | 29      |
| Sheffield Wednesday | 1992/1993          | Premier League          | 33    | 1    | 8              | 2              | 9           | 0           | 4     | 1    | 54      | 4       |
| Sheffield Wednesday | 1993/1994          | Premier League          | 19    | 3    | 1              | 0              | 6           | 0           | —     | —    | 26      | 3       |
| Sheffield Wednesday | 1994/1995          | Premier League          | 25    | 4    | 3              | 1              | 0           | 0           | —     | —    | 28      | 5       |
| Sheffield Wednesday | 1995/1996          | Premier League          | 32    | 2    | 1              | 0              | 4           | 0           | 2     | 1    | 39      | 3       |
| Łącznie             | Łącznie            | Łącznie                 | 109   | 10   | 13             | 3              | 19          | 0           | 6     | 2    | 147     | 15      |
| FC Falkirk          | 1996/1997          | Scottish Premier League | 4     | 1    | 0              | 0              | 0           | 0           | —     | —    | 4       | 1       |
| Łącznie             | Łącznie            | Łącznie                 | 4     | 1    | 0              | 0              | 0           | 0           | —     | —    | 4       | 1       |
| Bradford City       | 1996/1997          | First Division          | 26    | 5    | 3              | 1              | 0           | 0           | —     | —    | 29      | 6       |
| Łącznie             | Łącznie            | Łącznie                 | 26    | 5    | 3              | 1              | 0           | 0           | —     | —    | 29      | 6       |
| AFC Sunderland      | 1996/1997          | Premier League          | 7     | 1    | 0              | 0              | 0           | 0           | —     | —    | 7       | 1       |
| Łącznie             | Łącznie            | Łącznie                 | 7     | 1    | 0              | 0              | 0           | 0           | —     | —    | 7       | 1       |
| FC Burnley          | 1997/1998          | Second Division         | 32    | 1    | 2              | 0              | 2           | 1           | —     | —    | 36      | 2       |
| Łącznie             | Łącznie            | Łącznie                 | 32    | 1    | 2              | 0              | 2           | 1           | —     | —    | 36      | 2       |
| Torquay United      | 1998/1999          | Third Division          | 7     | 0    | 0              | 0              | 0           | 0           | —     | —    | 7       | 0       |
| Łącznie             | Łącznie            | Łącznie                 | 7     | 0    | 0              | 0              | 0           | 0           | —     | —    | 7       | 0       |
| Łącznie w karierze  | Łącznie w karierze | Łącznie w karierze      | 600   | 119  | 57             | 16             | 51          | 7           | 26    | 6    | 734     | 148     |

### Reprezentacyjne
| Reprezentacja | Rok     | Mecze | Gole |
| ------------- | ------- | ----- | ---- |
| Anglia U-21   | 1984    | 1     | 1    |
| Łącznie       | Łącznie | 1     | 1    |
| Anglia        | 1985    | 11    | 1    |
| Anglia        | 1986    | 12    | 2    |
| Anglia        | 1987    | 6     | 1    |
| Anglia        | 1988    | 9     | 0    |
| Anglia        | 1989    | 10    | 2    |
| Anglia        | 1990    | 13    | 0    |
| Anglia        | 1991    | 1     | 0    |
| Łącznie       | Łącznie | 62    | 6    |

### Gole w reprezentacji
| Lp.         | Data        | Stadion                         | Przeciwnik        | Wynik       | Turniej            |
| Anglia U-21 | Anglia U-21 | Anglia U-21                     | Anglia U-21       | Anglia U-21 | Anglia U-21        |
| ----------- | ----------- | ------------------------------- | ----------------- | ----------- | ------------------ |
| 1.          | 16.10.1984  | The Dell, Southampton           | Finlandia         | 2:0         | El. Euro U-21 1986 |
| Anglia      |             |                                 |                   |             |                    |
| 1.          | 16.10.1985  | Stadion Wembley, Londyn         | Turcja            | 5:0         | El. Mundialu 1986  |
| 2.          | 26.03.1986  | Stadion Dinama Tbilisi, Tbilisi | ZSRR              | 1:0         | Mecz towarzyski    |
| 3.          | 15.10.1986  | Stadion Wembley, Londyn         | Irlandia Północna | 3:0         | El. Euro 1988      |
| 4.          | 01.04.1987  | Windsor Park, Belfast           | Irlandia Północna | 2:0         | El. Euro 1988      |
| 5.          | 26.04.1989  | Stadion Wembley, Londyn         | Albania           | 5:0         | El. Mundialu 1990  |
| 6.          | 27.05.1989  | Hampden Park, Glasgow           | Szkocja           | 2:0         | Rous Cup 1989      |

## Sukcesy

### Zawodnicze
Newcastle United
- Awans do First Division: 1984

Tottenham Hotspur
- 3. miejsce w First Division: 1987
- Finał Pucharu Anglii: 1987

Olympique Marsylia
- Mistrzostwo Francji: 1990, 1991, 1992
- Finał Pucharu Europy: 1991

Sheffield Wednesday
- Finał Pucharu Anglii: 1993
- Finał Pucharu Ligi Angielskiej: 1993

Reprezentacja Anglii
- 4. miejsce na mistrzostwach świata: 1990

### Indywidualne
- Drużyna Roku First Division według PFA: 1985, 1989
- Piłkarz Roku Tottenhamu Hotspur: 1988
- Onze d’Or: 1991
- Drużyna Roku FIFA: 1991
- Piłkarz Roku w Anglii według FWA: 1993
- Piłkarz Miesiąca w Premier League: styczeń 1995
- Gol Miesiąca w Anglii: styczeń 1997
- Drużyna 110-lecia Olympique Marsylia: 2010

## Pozostała aktywność
Chris Waddle w 1987 roku nagrał wraz z klubowym kolegą z Tottenhamu Hotspur – Glennem Hoddlem piosenkę pt. „Diamond Lights” (12. miejsce w UK Singles Chart), którą wykonali w programie pt. Top Of The Pops. W 1991 roku nagrał wraz z klubowym kolegą z Olympique Marsylia – Basilem Bolim piosenkę pt. „We've Got a Feeling”.
Po zakończeniu kariery piłkarskiej został ekspertem piłkarskim, komentatorem oraz dziennikarzem sportowym. Wcześniej pracował w Setanta Sports oraz w ESPN. Obecnie pracuje jako analityk transmisji meczów BBC Radio 5 Live, gdzie podsumowuje mecze Premier League, a także pisze felietony w dzienniku The Sun. Podpisał umowę z Setanta Sports na komentowanie meczów wyjazdowych reprezentacji Anglii w latach 2008–2009. Jest także ekspertem w Showsports Arabia, obejmującym angielską Premier League, ze studia w Dubaju w Zjednoczonych Emiratach Arabskich.
Występował również w roli komentatora w grach sportowych wyprodukowanych przez Electronic Arts.
W 2003 roku Thierry Henry wybrał Waddle’a w swojej Drużynie Marzeń. Po porażce reprezentacji Anglii z reprezentacją Niemiec (1:4) 27 czerwca 2010 roku na Free State Stadium w Bloemfontein, Waddle skrytykował Angielski Związek Piłki Nożnej, twierdząc: „FA siedzą na tyłkach i nie robią nic turniej po turnieju. Dlaczego nie słuchają? Dlaczego czy nie patrzą na inne kraje i nie pytają „jak oni dalej produkują talenty?” Trenujemy talenty z piłkarzy... Brakuje nam tak wielu pomysłów i to jest takie frustrujące. Ilość pieniędzy w naszej lidze jest przerażająca i jedyne co robimy to marnujemy je na śmieciowe pomysły... Oszukujemy się myśląc, że mamy szansę jeśli utrzymamy wysokie tempo. Możemy grać tylko w jedną stronę, a jest to kiepskie. Nie możesz grać w piłkę nożną i mieć nadzieję na zdobycie trofeów grając sto mil na godzinę i wywierając presję na drużyny przez 90 minut. aby móc grać wolno, wolno, szybko i nie możemy tego zrobić.”.
Waddle był kluczową częścią puli odniesień do kultury popularnej wykorzystywanych w skeczu stacji BBC pt. The Fast Show. Odniesienia do niego i jego zdjęć pojawiały się regularnie podczas segmentu informacyjnego programu „Chanel 9”.

## Życie prywatne
Chris Waddle ma córkę Brooke i syna Jacka – również piłkarza, który 29 kwietnia 2012 roku podpisał profesjonalny kontrakt z Chesterfield. Kuzyn Waddle’a – Alan Waddle, również był piłkarzem, zawodnikiem klubów takich jak: Halifax Town, Liverpool, Leicester City, Swansea City, Newport County, Mansfield Town, Hartlepool United i Peterborough United.
W kwietniu 2005 roku został oskarżony o zaatakowanie mężczyzny w pubie w Dore, jednak zarzuty zostały oddalone z powodu braku dowodów.